# Pachyloides
Genre
Synonymes
- Canalsia Mello-Leitão, 1930
- Daguerreia Canals, 1933
- Bosqia Canals, 1933

Pachyloides est un genre d'opilions laniatores de la famille des Gonyleptidae.

## Distribution
Les espèces de ce genre se rencontrent en Argentine, au Brésil, en Uruguay et au Paraguay.

## Liste des espèces
Selon World Catalogue of Opiliones (08/09/2021) :
- Pachyloides armatus Roewer, 1917
- Pachyloides bellicosus Roewer, 1913
- Pachyloides borellii (Roewer, 1925)
- Pachyloides calcartibialis Roewer, 1917
- Pachyloides cochuna Acosta, 1996
- Pachyloides fallax Mello-Leitão, 1932
- Pachyloides hades Acosta, 1989
- Pachyloides iheringi Roewer, 1913
- Pachyloides maculatus (Canals, 1933)
- Pachyloides sicarius (Roewer, 1925)
- Pachyloides taurus Mello-Leitão, 1937
- Pachyloides thorellii Holmberg, 1878
- Pachyloides tucumanus (Canals, 1933)
- Pachyloides yungarum Acosta, 1999

## Publication originale
- Holmberg, 1878 : « Notas aracnologicas sobre los Solpugidos argentinos. » El Naturalista argentino, vol. 1, no 1, p. 69–74 (texte intégral).